# برین ماور-اسکایوی (واشینگتن)
برین ماور-اسکایوی (به انگلیسی: Bryn Mawr-Skyway) یک منطقهٔ مسکونی در ایالات متحده آمریکا است که در شهرستان کینگ، واشینگتن واقع شده است. برین ماور-اسکایوی ۸٫۷ کیلومتر مربع مساحت و ۱۵٬۶۴۵ نفر جمعیت دارد.